# Myron M. Levine
Myron Max Levine (* 11. Februar 1944 in Riverdale, New York) ist ein US-amerikanischer Mediziner.
Levine ging in der Bronx zur Schule und studierte am City College of New York mit dem Bachelor-Abschluss 1963. Er studierte Medizin an der Medical College of Virginia (Virginia Commonwealth University) mit der Promotion (M.D.) 1967. Er war noch als Student zu Forschungsaufenthalten in Karachi und Costa Rica und belegte Auslandssemester in Jerusalem und Paris. Seine Facharztausbildung in Pädiatrie absolvierte er am städtischen Krankenhaus der Bronx und dem dortigen Albert Einstein College of Medicine. 1970 bis 1972 war er Fellow im Bereich Infektionskrankheiten an der University of Maryland, an der er 1972 Assistant Professor, 1975 Associate Professor und 1982 Professor wurde. 1984 bis 2014 leitete er dort die Abteilung Geographic Medicine sowie die Abteilung Tropen- und Infektionskrankheiten in der Pädiatrie. Er war Gründungsdirektor und bis 2015 Leiter des Center for Vaccine Development (CVD) an der University of Maryland School of Medicine.
1974 erhielt er einen Abschluss (DTPH) der London School of Hygiene and Tropical Medicine. 1987/88 war er Fellow des Sackler Institute for Advanced Studies der Universität Tel Aviv. Außerdem ist er regelmäßig Gastprofessor in Peru.
Er leitete die klinischen Tests für den Typhusimpfstoff Ty21a, war an der Einführung eines Impfstoffs gegen Haemophilus influenzae in verschiedenen Entwicklungsländern beteiligt und an der Entwicklung des oralen Choleraimpfstoffs Vaxchora (2016 durch die FDA zugelassen). Außer an Typhus-, Paratyphus- und anderen Salmonellenerregern für die Impfstoffgewinnung forschte er auch an Erregern der Bakterienruhr mit dem Ziel abgeschwächte Stämme für die Impfstoffentwicklung zu gewinnen.
2017 erhielt er den Maxwell Finland Award. 1998 erhielt er die Albert B. Sabin Gold Medal. Er ist Mitglied des Institute of Medicine der National Academies.